# Ignacy Jan XIII
Ignacy Jan XIII (ur. ?, zm. ?) – w latach 1483–1493 92. syryjsko-prawosławny Patriarcha Antiochii. 